# Kash Patel
Kashyap Pramod Vinod Patel (Garden City, 25 febbraio 1980) è un dirigente pubblico statunitense, 9° Direttore dell'FBI dal 21 febbraio 2025 nella seconda amministrazione Trump. È il primo indo-americano a ricoprire questo ruolo.

## Biografia

### Origini
Kashyap Pramod Vinod Patel è nato il 25 febbraio 1980 a Garden City, New York, da genitori immigrati indiani del Gujarat. La sua famiglia è originaria del villaggio di Bhadran nel Gujarat ed è di discendenza Patidar. Emigrarono in Uganda "circa 70-80 anni fa", dove affrontarono persecuzioni etniche e furono espulsi da Idi Amin Dada negli anni '70 e tornarono brevemente in India dopo aver fatto domanda di asilo negli Stati Uniti, nel Regno Unito e in Canada. I suoi genitori si trasferirono in Canada una volta che le loro domande furono accettate. Successivamente, si trasferirono negli Stati Uniti e suo padre iniziò a lavorare come funzionario finanziario presso un'azienda di aviazione. Patel è cresciuto nella fede indù. Secondo Kash, sua madre è originaria della Tanzania e i suoi genitori hanno studiato in India e si sono sposati lì. Patel si è diplomato alla Garden City High School a Long Island.
Dopo il liceo, Patel ha conseguito una laurea in storia e giustizia penale presso l'Università di Richmond nel 2002. Ha completato il suo JD presso la School of Law della Pace University, New York nel 2005, e ha ottenuto un certificato in diritto internazionale presso l'University College di Londra in Inghilterra nel 2004.

### Inizio della carriera
Ha prestato servizio come funzionario del Consiglio di sicurezza nazionale, capo dello staff del segretario alla difesa degli Stati Uniti in carica e consigliere senior del direttore in carica dell'intelligence nazionale, il tutto durante la prima presidenza di Donald Trump. Fedele a Trump, Patel è stato nominato dal presidente eletto nel novembre 2024 per succedere a Christopher Wray come direttore del Federal Bureau of Investigation.
Membro del Partito Repubblicano, Patel è stato nominato consigliere senior per l'antiterrorismo per la Commissione Intelligence della Camera nel 2017, nonché direttore senior della Direzione antiterrorismo presso il Consiglio di sicurezza nazionale nel 2019. Ha lavorato come assistente senior del deputato Devin Nunes durante il suo mandato come presidente della Commissione Intelligence della Camera. Mentre lavorava con Nunes, Patel ha svolto un ruolo chiave nell'aiutare i repubblicani nelle indagini su Donald Trump e l'"interferenza russa" nelle elezioni del 2016. Patel è stato determinante nella stesura del promemoria Nunes nel 2018, che denunciava la falsificazione della richiesta dell'FBI per un mandato di sorveglianza di un collaboratore della campagna elettorale di Trump del 2016.
Durante l'udienza prima della conferma della sua nomina presso la Commissione giudiziaria del Senato degli Stati Uniti il 30 gennaio 2025, Patel ha promesso che in qualità di Direttore dell'FBI investigherà l'anticattolicesimo all'interno del Bureau e soprattutto la pubblicazione della lista Epstein e la rete di pedofilia a questa affiliata. Con l'Operazione "Restore Justice" Patel ha confermato la sua linea di antipedofilia, arrestando 200 pedofili e soggetti affiliati a tale rete.

### Direttore dell'FBI
Nel novembre 2024, Trump ha nominato Patel direttore del Federal Bureau of Investigation (FBI). Il 20 febbraio 2025 il Senato ha confermato la sua nomina con una votazione di 51 si e 49 no.

## Vita privata
Patel risiede sia in Nevada che a Washington D.C. Gioca a hockey su ghiaccio ed è un fan di questo sport. Patel è stato un ospite regolare in diversi podcast, inclusi quelli ospitati da Tim Pool e Benny Johnson.
Kash Patel ebbe una relazione con Alexis Wilkins, un'artista di musica country e commentatrice politica conservatrice, dall'inizio del 2023. Durante la sua cerimonia di giuramento come direttore dell'FBI, Patel ha giurato sul Bhagavad Gita anziché sulla Bibbia; il testo era tenuto da Wilkins.